# 현군
현군(縣君)은 동아시아에서 종친의 딸 또는 외명부에게 주는 품계이다.
현군이라는 작위 첫 시작은 중국의 서한이며, 현(縣)명을 봉호로 한 군(君)을 뜻하며, 당시 한 무제는 이부누나 금씨를 군(君)으로 봉하고, 봉호는 수성(修成)이며, 수성군(修成君)이라 불렀고, 수성은 당시의 현명이었기 때문에, 현군(縣君)이라 부르게 되었다.

## 한국
- 고려 : 5ㆍ6품 품계를 가진 외명부의 봉작

## 중국
- 당나라 : 현군은 정5품의 품계이며, 3품 또는 4품의 내명부의 어머니는 현군으로 봉할 수 있으며, 5품 문무관의 어머니도 현군으로 봉한다.
- 송나라 : 관리의 어머니나 정실을 현군으로 봉했다. 북송의 후궁 중 등급이 낮은 비빈의 봉호이다.
- 금나라 : 관위는 4품 문산관 소중대부, 무산관 회원대장군 이상의 관원이었고, 그의 어머니 또는 정실이 현군에 봉해졌다.
- 원나라 : 5품관 (정,종)의 어머니 또는 정실이 현군으로 봉해졌다.
- 명나라 : 보국장군의 딸을 현군으로 불렀다.
- 청나라 : 패자의 딸을 현군으로 봉했다.